# Georges Lakhovsky
Georges Lakhovsky, né (peut-être) à Minsk, en Biélorussie, le 12 septembre 1870 et décédé le 31 août 1942 New York, aux États-Unis, était un écrivain et un chercheur controversé. Il s'est fait remarquer par une hypothèse pseudo-scientifique concernant une possible communication entre les cellules vivantes par l'intermédiaire de rayonnements électromagnétiques à haute fréquence. On lui doit l'invention d'appareils de médecine alternative prétendument en mesure de guérir le cancer, ce qui n'a jamais été scientifiquement démontré.

## Biographie
Georges Lakhovsky est probablement né le 17 septembre 1870 à Illia dans la région de Minsk (aujourd'hui en Bélarus) (ou peut-être en 1869).
Sa formation est également incertaine : il aurait obtenu un diplôme d'ingénieur à Odessa, et il aurait étudié à la faculté de médecine à Paris. Seule certitude, il n'a jamais été médecin.

### La nature vibratoire de la cellule
Lakhovsky a imaginé que les cellules émettent et absorbent des radiations électromagnétiques à des fréquences précises, supposant qu'une "cellule est un circuit électromagnétique oscillant qui émet et reçoit des ondes qui régulent ses processus". Il a soutenu, dans divers ouvrages, que l’état de santé des êtres vivants dépend de la qualité des vibrations de leurs cellules.
Il a estimé possible de rehausser ces vibrations par l'application de champs électromagnétiques accordés sur des fréquences spécifiques, ouvrant ainsi la possibilité de traitements thérapeutiques.
Son nom est présent dans la liste Otto.

### Le début des expériences
Après la Première Guerre mondiale, il contacte Arsène d'Arsonval qui a développé à cette époque un procédé thérapeutique électrique.
En 1923, à l'hôpital parisien de la Pitié-Salpêtrière (appelé à l'époque Clinique Médicale de la Salpêtrière), Lakhovsky développe un procédé personnel, tiré des idées de D'Arsonval sur les champs électromagnétiques à haute fréquence. Il teste son procédé en 1924, en exposant des plantes préalablement infectées par la bactérie (agrobacterium tumefaciens) à un champ électromagnétique produisant une onde de fréquence unique de 150 MHz. Pour ce faire, il utilise un « Radio Cellulo Oscillateur » de son invention..

### Essais de traitement du cancer
Il étend ensuite ses expérimentations aux humains dans divers hôpitaux de Paris, Val de Grâce, Saint-Louis.
Invité en 1925 dans le service du professeur Antonin Gosset à la Salpêtrière, il teste, jusqu'en 1931, son procédé sur des malades considérés comme incurables dont l'état général va s'améliorer, les tumeurs de plusieurs cancéreux inopérables disparaissant presque totalement. Mais Gosset ayant reçu quelques pressions de confrères influents, renonce à présenter les résultats à l'Académie de médecine.
Lakhovsky est invité aussi. Devant ses bons résultats il travaille en 1931 au "Calvaire", où l'on envoie les malades sur le point de mourir ou sans espoir de guérison.
Il relate le résultat de ses expériences dans son livre Le Secret de la vie, préfacé par D'Arsonval en 1929 et dans Radiations et ondes en 1937..

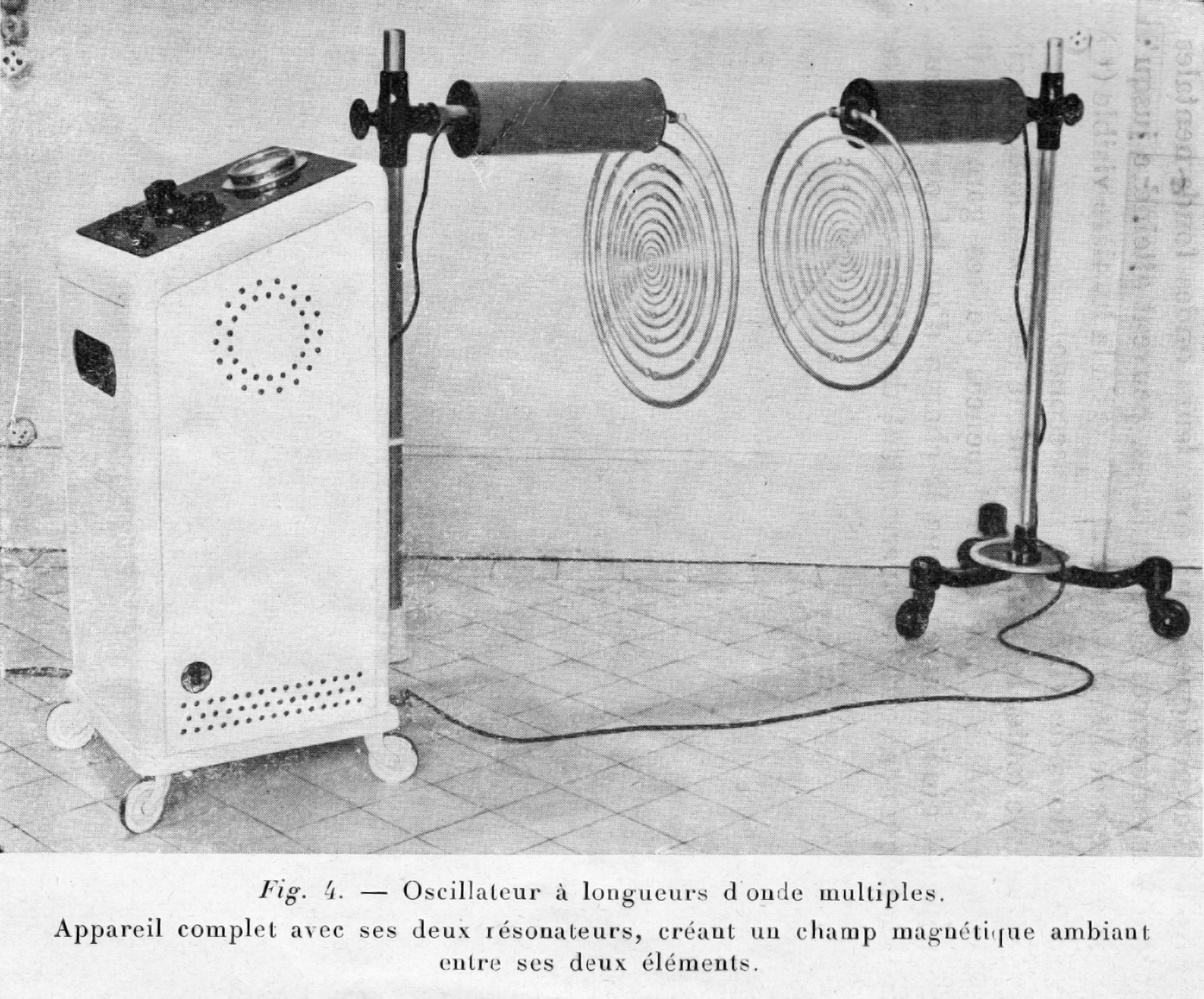
Oscillateur à Longueurs d'Onde Multiples OLOM

Vers 1930, Lakhovsky invente son « Oscillateur à Longueurs d'Onde Multiples OLOM » qu'il fait breveter en France en mai 1931, avec une addition en février 1932, et aux États-Unis ; Il s'agit d'un émetteur à ondes courtes ordinaire, et à fréquence d'émission variable. Il présente son invention comme étant « un appareil capable d'émettre simultanément différentes longueurs d'onde de manière que, parmi ces ondes, ou leurs harmoniques, on en trouve presque toujours une ou plusieurs capables de produire le meilleur effet recherché pour n'importe quelle application ». « On utilise à cet effet la propriété des circuits ouverts ayant une auto-induction fondamentale ou naturelle, et la capacité d'osciller sur une longueur d'onde bien déterminée s'ils sont excités par des impulsions électriques émanant de décharges de toute source. La partie rayonnante du système, produisant des ondes de différentes longueurs, est donc constituée d'un certain nombre d'anneaux ouverts concentriques de diamètres différents, maintenus isolés par tout procédé approprié. Ces anneaux peuvent être déterminés ou non par de petites sphères de capacités. Ces anneaux peuvent être alimentés par tout dispositif de production quel qu'il soit de haute fréquence, par exemple une combinaison comprenant une bobine de tremblement (ou tout autre transformateur) et un circuit haute fréquence muni d'une bobine d'auto-induction et d'une capacité ».
Ses théories ont été dénigrées par certains scientifiques comme le chimiste Auguste Lumière.
Ce sont ses principes et expérimentations qui ont inspiré les recherches d'Antoine Priore après la Seconde Guerre mondiale.

Exemples de traitements réalisés avec l'OLOM
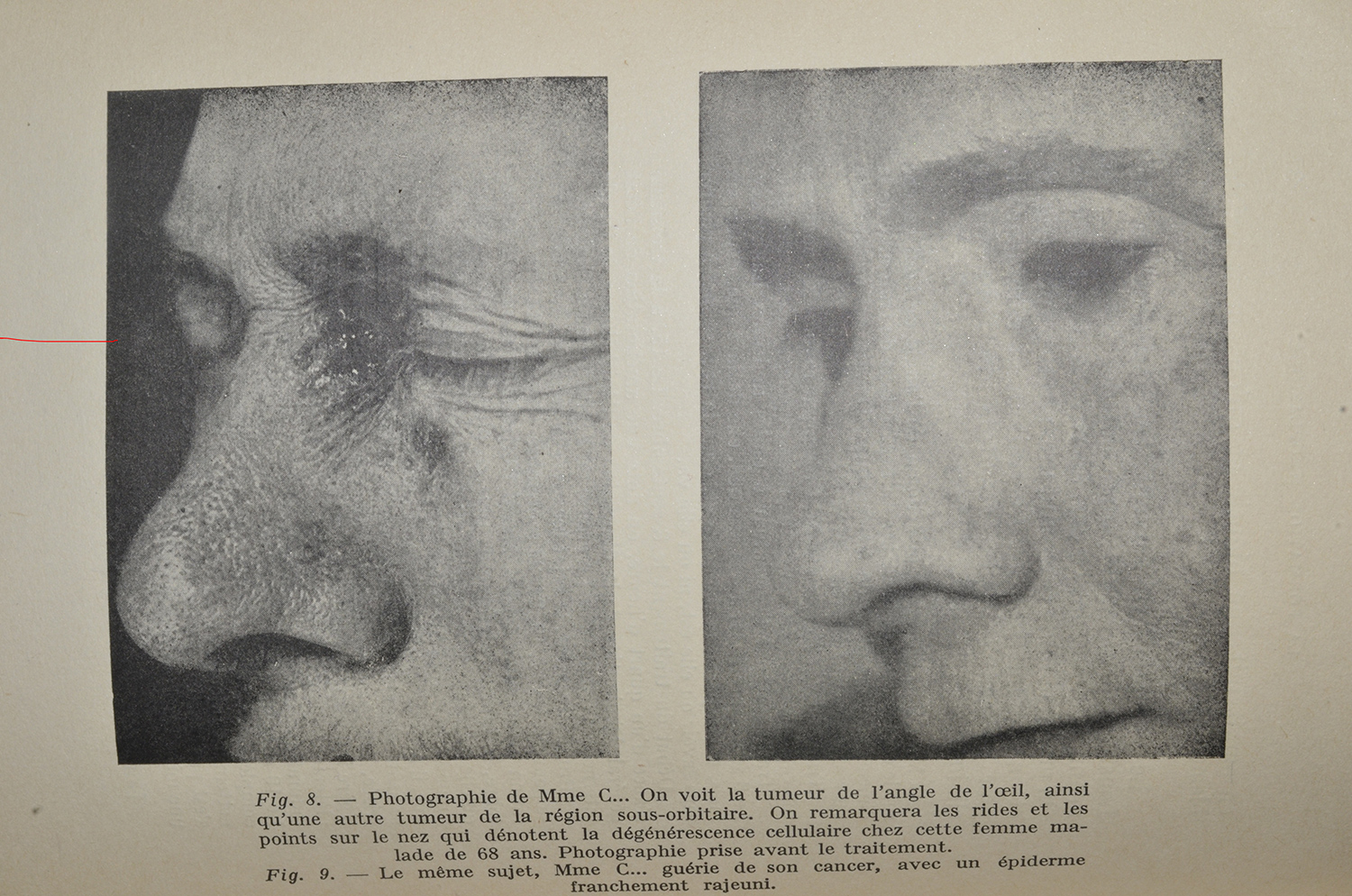
Tumeur à l'œil avant / après
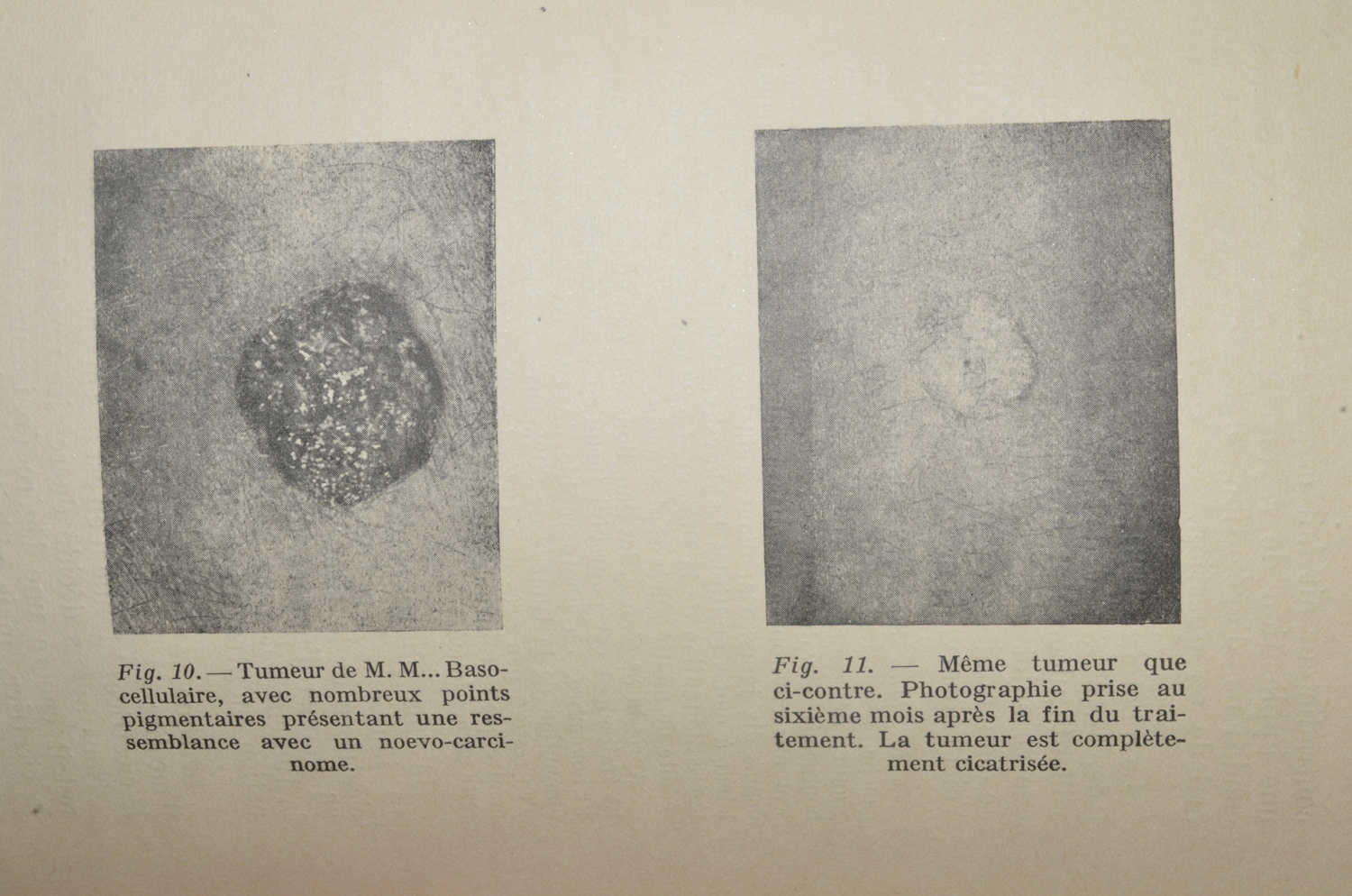
Tumeur basocellulaire avant / après
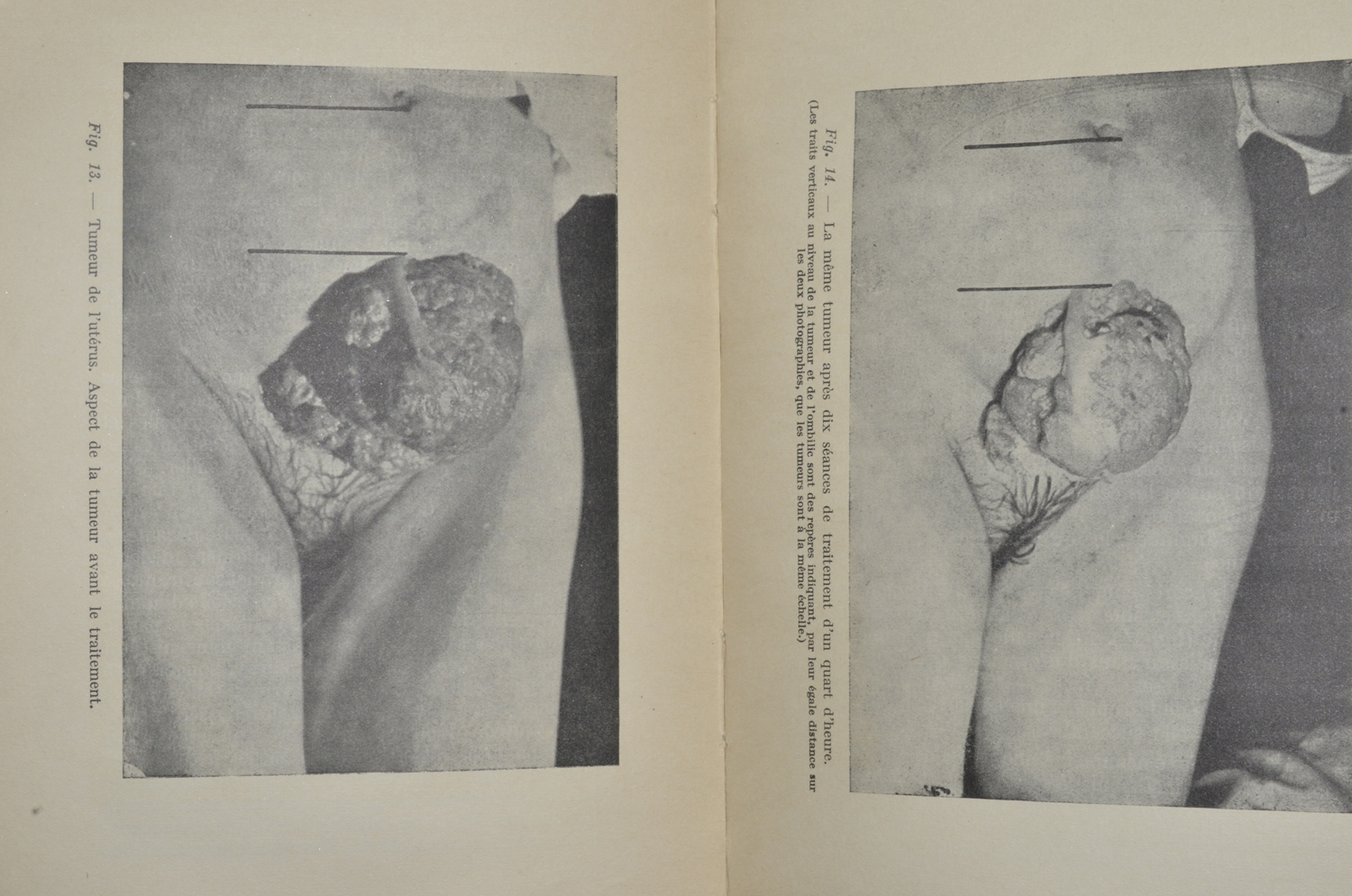
Tumeur de l'utérus avant / après
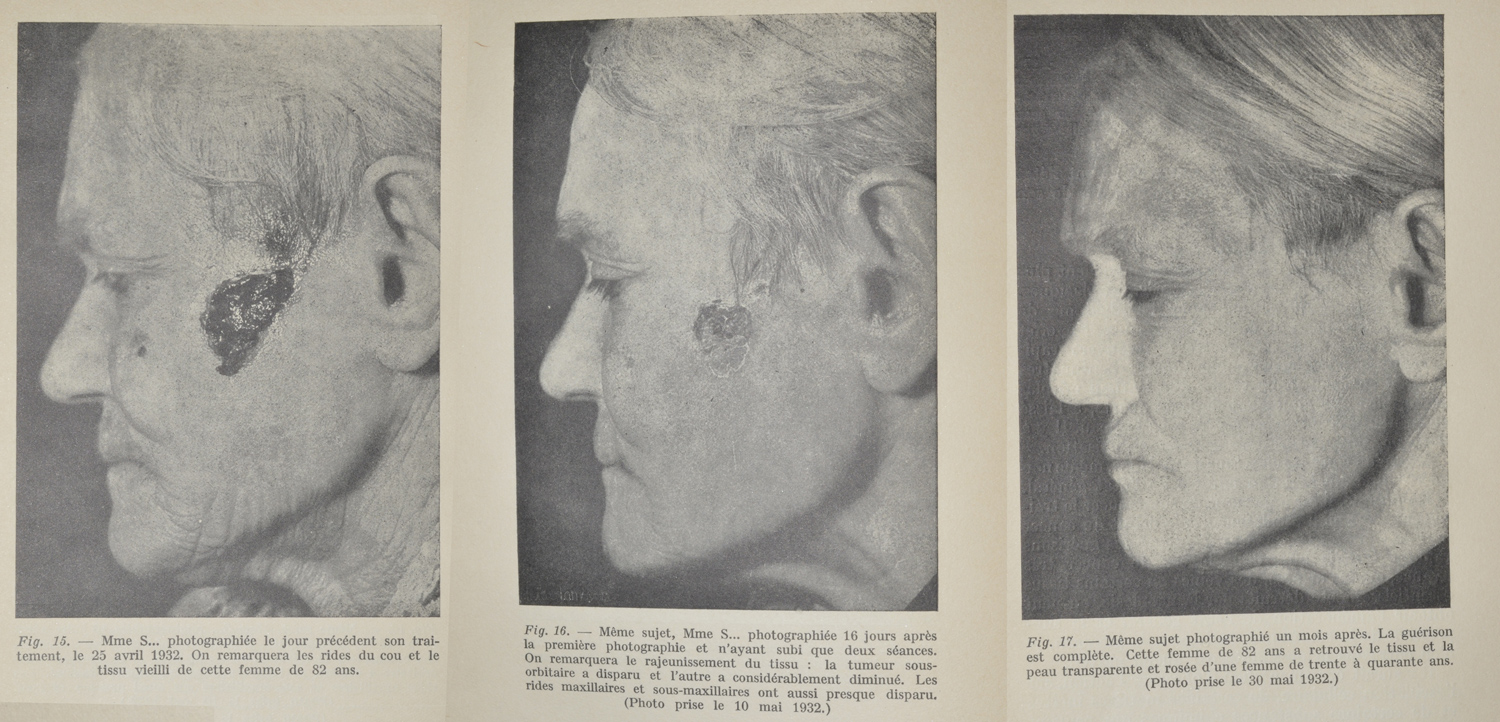
Régénération cellulaire

Ayant pris fermement position contre l'idéologie du national-socialisme dans son livre publié en 1939 : La civilisation et la folie raciste, il émigre aux États-Unis fuyant l'avancée des troupes allemandes. Lakhovsky meurt en 1942 à New York des suites d'un accident de la circulation.
Selon l'Association française pour l'information scientifique, « le paranormal et les théories "vitalistes" doivent beaucoup à Georges Lakhovsky, créateur d’une vision vibratoire de l’ensemble de l'univers, dite « équilibre cosmo-tellurique »,. »

## Ouvrages
- L'origine de la vie (Gauthiers-Villars), 1926.
- Contribution à l'étiologie du cancer (Gauthier-Villars et Cie), 1927.
- L'Universion (Gauthiers-Villars), 1927.
- Le Secret de la vie (éditions Gauthiers-Villars), 1929.
- Les Ondes qui guérissent (Gauthier-Villars et Cie), 1929.
- La Science et le Bonheur (Gauthiers-Villars), 1930.
- L'oscillation cellulaire - Ensemble des recherches expérimentales (Gaston Doin et Cie), 1931.
- L'Étatisme, mort des nations (S.A.C.L.), 1931.
- Les Ondes cosmiques et les Circuits Oscillants (S.A.C.L.), 1932.
- La Formation néoplasique et le déséquilibre oscillatoire cellulaire - Traitement du cancer par l'oscillateur à longueurs d'onde multiples (Gaston Doin et Cie), 1932.
- L'éternité, la vie et la mort (Fasquelle), 1932.
- La Terre et nous (Fasquelle, Paris), 1933.
- L'oscillateur à longueurs d'onde multiples (Gaston Doin et Cie), 1934.
- Le racisme et l'orchestre universel (Felix Alcan), 1934.
- La Cabale : histoire d'une découverte, l'oscillation cellulaire (Gaston Doin), 1934.
- La Matière (Gaston Doin et Cie), 1934.
- Le Grand Problème (Felix Alcan), 1935.
- La crise, ses causes et ses remèdes (S.A.C.L.), 1935.
- De Moscou a Madrid - Le paradoxe de la démocratie (S.A.C.L.), 1937.
- Radiations et ondes, source de notre vie (S.A.C.L.), 1937.
- La Nature et ses merveilles (Hachette), 1938.
- Longévité (Hachette), 1938.
- La Peau - Filtre de santé (S.A.C.L.), 1939.
- La spermatothérapie (S.A.C.L.), 1939.
- La civilisation et la folie raciste (Ed. de la Maison française, New York), 1941.
- Œuvres (J.B.G.), 1979.